# Verwaltungsgemeinschaft Thurmansbang
Die Verwaltungsgemeinschaft Thurmansbang liegt im niederbayerischen Landkreis Freyung-Grafenau und wird seit dem 1. Mai 1978 von folgenden Gemeinden gebildet:
1. Thurmansbang, 2577 Einwohner, 32,93 km²
2. Zenting, 1150 Einwohner, 22,25 km²

Sitz der Verwaltungsgemeinschaft ist Thurmansbang. 2013 wurde das Gebiet Zentings um ein Stück des gemeindefreien Gebiets Sonnenwald vergrößert.
Der Verwaltungsgemeinschaft gehörte von der Gründung am 1. Mai 1978 bis 31. Dezember 1979 auch die Gemeinde Saldenburg an.